# ورزشگاه ماساشینو فورست
ورزشگاه ماساشینو فورست (انگلیسی: Musashino Forest Sports Plaza) یک ورزشگاه چندمنظوره در توکیو، ژاپن است.
این ورزشگاه که در سال ۲۰۱۷ تاسیس شده دارای ۱۰٬۰۰۰ نفر ظرفیت است و قرار است مسابقات پنج‌گانه مدرن (شمشیربازی) و بدمینتون بازی‌های المپیک تابستانی ۲۰۲۰ و بسکتبال با ویلچر بازی‌های پارالمپیک تابسانی ۲۰۲۰ در آن برگزار شود.